# Esbozo de la mitología
«Esbozo de la mitología» es el título de un texto del escritor británico J. R. R. Tolkien que resume una serie de relatos narrados anteriormente en El libro de los cuentos perdidos y que, tras el paso de los años, se convertirían en su novela póstuma publicada por su hijo Christopher bajo el título El Silmarillion. Fue realizado en 1926 y revisado hacia 1930 con la intención de explicar a Richard W. Reynolds, su antiguo profesor en Birmingham, el contexto y los sucesos posteriores del poema aliterado Balada de los hijos de Húrin.
Este texto fue recogido por Christopher Tolkien en el cuarto volumen de la colección La historia de la Tierra Media, La formación de la Tierra Media, donde lo divide en diecinueve secciones y ofrece un comentario de cada una de ellas.

## Argumento
Tras la llegada de los valar a Arda, Morgoth se rebela contra los demás y destruye su hogar y las lámparas que habían construido con el fin de iluminar el mundo. Los ocho valar restantes se trasladan al oeste, a la tierra bautizada como Valinor, y allí Yavanna planta los Dos Árboles. Por su parte, Bridhil crea las estrellas, momento en el que despiertan los elfos. Tras descubrirlo, los valar toman prisionero a Morgoth e invitan a los elfos a vivir junto a ellos, quienes, divididos en tres grupos dirigidos por Ingwë, Finwë y Thingol (Elwë), respectivamente, inician una gran marcha hacia Valinor. Durante ésta, Thingol se pierde debido al encantamiento de la maia Melian y ambos se quedan a vivir en la Tierra Media, gobernando juntos el bosque de Doriath. Los elfos Noldoli y Quendi son los primeros en llegar a Valinor gracias a que el vala Ulmo les transporta hasta allí en una isla, y los valar levantan para ellos una colina en la que fundan la ciudad de Tirion (Tûn); en un segundo viaje, Ulmo transporta a los Teleri, pero el vala Ossë frena la isla cuando aún no había llegado a Valinor y desde entonces se la conoce como Tol Eressëa ("Isla Solitaria").
Fëanor, segundo hijo de Finwë, el más hábil y mágico de los Noldoli, fabrica tres joyas a las que llama Silmarils y en las que mezcla el fuego con la luz de los Dos Árboles. Es entonces cuando Morgoth, quien había sido liberado por los valar de su condena, comienza a codiciar las joyas y engaña a Fëanor para que se enfrente a su hermano Fingolfin y su padre Finwë (Finweg). Los valar descubren lo ocurrido y, tras desterrar a Fëanor por el enfrentamiento, tratan de volver a encerrar a Morgoth, pero este escapa y se encuentra con la araña Ungoliant, junto a quien traza su venganza, robando los Silmarils y destruyendo los Dos Árboles. Fëanor, furioso por lo ocurrido, propone a los Noldor partir en busca de Morgoth a la Tierra Media y, dado que los Teleri no se unen a ellos, se produce una matanza por el control de sus barcos. El vala Mandos maldice a los Noldor por lo que habían hecho y Fëanor abandona a Fingolfin y a Finweg en la costa del mar, por lo que el primero regresa a Valinor y el segundo, junto con parte de su pueblo, se ve obligado a cruzar hacia la Tierra Media por Helcaraxë.
Mientras tanto, Yavanna consigue que los marchitos árboles den una flor y un fruto, respectivamente, y los valar crean con ellos la Luna y el Sol, y es durante la primera subida de este último cuando los hombres despiertan.

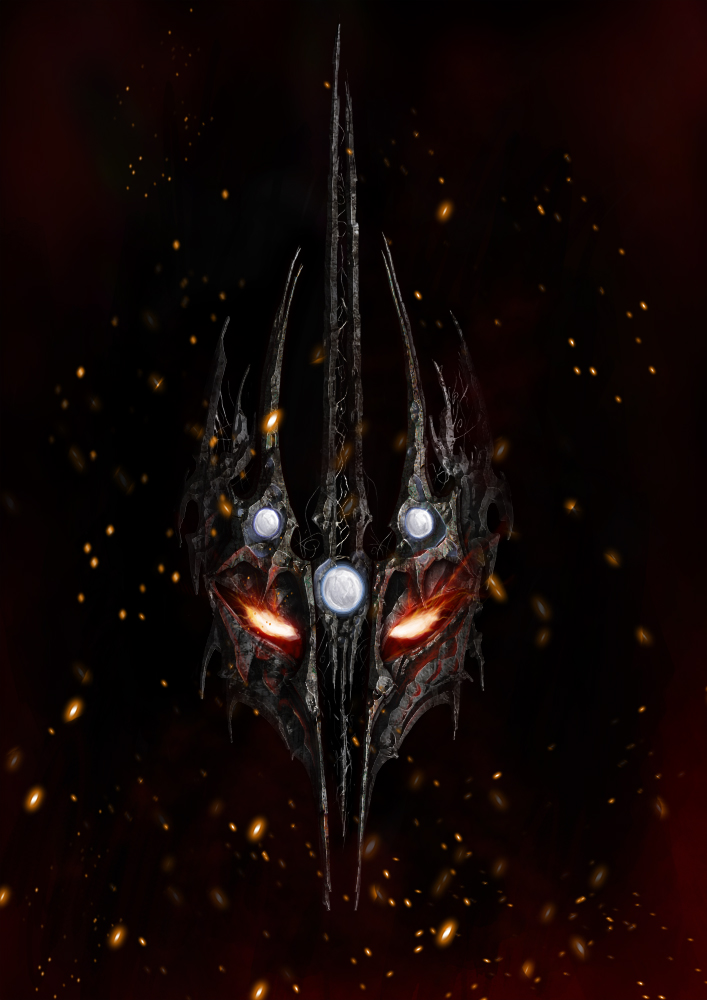
Representación del vala Melkor, también llamado Morgoth, con los tres Silmarils fabricados por Fëanor incrustrados en su corona.

Al llegar a la Tierra Media, Fëanor muere en combate contra los orcos de Morgoth y éste toma prisionero a su hijo mayor, Maedhros (Maidros); no obstante, Finweg va en su busca y logra rescatarle gracias a la ayuda de Thorondor (Thorndor), rey de las águilas de Manwë. Los Noldor sitian entonces la fortaleza de Morgoth en Angband, pero este logra romper el sitio tiempo después y dispersa a sus enemigos. Algunos Noldor se unen a Thingol, mientras que Celegorm y Curufin, dos de los hijos de Fëanor, descubren el reino de Nargothrond. Barahir, uno de los jefes de los hombres, es muerto al ser descubierto su escondite por el enemigo, y su hijo Beren se ve obligado a llevar una vida proscrita, la cual le encamina a Doriath; allí se enamora de la hija de Thingol, Lúthien, y juntos logran arrebatarle uno de los Silmarils a Morgoth con el fin de que el rey permitiera su amor. Durante el viaje de regreso a Doriath, Beren muere y Lúthien acude a las Estancias de Mandos, lugar al que iban a parar los espíritus, para recuperarle.
En esa época se produce la batalla conocida como Nírnaeth Arnoediad, en la que combaten una alianza de hombres y elfos contra Morgoth; los hombres, a excepción de los dirigidos por Húrin, huyen y esto les vale su enemistad con los elfos, quienes pierden a Finweg en el combate. Tras la derrota, Húrin es hecho prisionero y se enfrenta a Morgoth, quien maldice a todo su linaje. Morwen, la esposa de Húrin, envía a su hijo Túrin a Doriath debido a que sus tierras estaban siendo ocupadas por hombres desleales que les habían traicionado durante la Nírnaeth Arnoediad; el niño parte antes del nacimiento de su hermana Niënor y crece allí al cuidado de Thingol. No obstante, Túrin es provocado tiempo después por un elfo pariente de Thingol, Orgof, y él lo mata con un vaso de cuerno, huyendo acto seguido al considerárselo un proscrito. Habiendo reunido a su alrededor a un grupo de hombres y elfos también perseguidos, Túrin se reencuentra con su viejo amigo Beleg, quien le transmite el perdón de Thingol y le convence para que luchen juntos contra los orcos. Debido a que no le gusta esa nueva vida, uno de los hombres que acompañaban a Túrin y Beleg revela a los orcos la posición de su guarida; las tropas enemigas les atacan y llevan a Túrin a Angband tras dejar herido de muerte a Beleg, pero el elfo logra recuperarse gracias a los cuidados de Melian y va en busca de su amigo. De camino se encuentra con Gwindor (Flinding), un elfo de Nargothrond que había sido capturado por Morgoth y que había logrado escapar, y juntos rescatan a Túrin, pero éste despierta asustado cuando le cortan las ataduras y mata a Beleg, confundiéndole con un orco.
Flinding lleva entonces a Túrin hasta Nargothrond y allí convence al rey para que ataque más abiertamente a Morgoth, hecho que desemboca en la destrucción del reino. Durante la batalla, y engañado por el dragón Glaurung (Glórung), Túrin parte hacia Hithlum creyendo que su madre y su hermana se encontraban en peligro; no obstante, ellas habían acudido a Doriath en su búsqueda. Al llegar a Hithlum y no encontrar a su familia, Túrin se marcha y funda un pueblo al este del río Narog. Morwen y Niënor, por su parte, acuden a la guarida de Glórung, creyendo que Túrin se encontraba allí, donde el dragón las ataca con un hechizo, confundiendo a la joven y borrándole la memoria. Extraviada y huyendo de los orcos, Niënor es rescatada por Túrin, quien desconoce que es su hermana y acaba casándose con ella. Glórung ataca el pueblo tiempo después y Túrin logra vencerle, pero antes de morir el dragón deshace el hechizo que pendía sobre Niënor, quien al recordar quien era se lanza horrorizada al río; Túrin, al enterarse de lo ocurrido, se atraviesa el pecho con su propia espada.

## Composición
Christopher Tolkien opina en La formación de la Tierra Media que, por la forma en que fue escrito, el «Esbozo de la mitología» había sido compuesto de forma rápida por su padre e incluso, debido a los cambios hechos y a la inexistencia de versiones intermedias de la historia, sin consultar los Cuentos perdidos. El texto no sigue la estructura de los Cuentos perdidos, es decir que las historias no son contadas por un narrador y se omite toda aparición de la cabaña de los juegos perdidos a pesar de que Eriol, uno de los personajes oyentes de los cuentos, sí aparece mencionado al final.
El resumen comienza con la llegada de los Valar a Arda, omitiendo así la «Ainulindalë» y la creación del mundo.